# 丸尾町 (北九州市)
丸尾町（まるおまち）は福岡県北九州市八幡西区の町。住居表示実施済み。郵便番号は807-0826。

## 地理
八幡西区の北部西側に位置し、北に千代ケ崎、北東から東に楠木、南東から南に光明、西に折尾、北西に大浦と接する。

## 地域の特徴
町域の北西縁の外側に沿って筑豊本線が走る。町域の北東端から南西端にかけて県道278号払川折尾線が走り、南縁を通る国道199号(旧道)に接続する。緩勾配の高台に形成された住宅街で、中央部に墓地を取り囲む緑地が残る。折尾丸尾町郵便局，市営折尾プールがある。

## 歴史
かつてこの辺りには大字折尾の字、丸河内，二迄があった。北端部に丸山市営住宅があったことから周辺を含め丸山町とも通称した。

### 沿革
- 1973年（昭和48年）6月1日 - 丸尾町新設[5]。
- 1974年（昭和49年）4月1日 - 八幡区が八幡西区と八幡東区に分かれ、八幡区丸尾町は八幡西区丸尾町となる[6]。

### 町名の変遷
| 実施内容          | 実施年月日               | 実施後 | 実施前                     |
| ----------------- | ------------------------ | ------ | -------------------------- |
| 町名新設 住居表示 | 1973年（昭和48年）6月1日 | 丸尾町 | 大字折尾，大字本城の各一部 |

## 世帯数と人口
2025年（令和7年）3月31日現在（北九州市発表）の世帯数と人口は以下の通りである。
| 町     | 世帯数  | 人口  |
| ------ | ------- | ----- |
| 丸尾町 | 422世帯 | 786人 |

### 人口の変遷
国勢調査による人口の推移。
| 1995年（平成7年）  | 1,007人 | [ 8 ]  |  |
| 2000年（平成12年） | 1,033人 | [ 9 ]  |  |
| 2005年（平成17年） | 1,009人 | [ 10 ] |  |
| 2010年（平成22年） | 956人   | [ 11 ] |  |
| 2015年（平成27年） | 843人   | [ 12 ] |  |
| 2020年（令和2年）  | 793人   | [ 13 ] |  |

### 世帯数の変遷
国勢調査による世帯数の推移。
| 1995年（平成7年）  | 410世帯 | [ 8 ]  |  |
| 2000年（平成12年） | 444世帯 | [ 9 ]  |  |
| 2005年（平成17年） | 455世帯 | [ 10 ] |  |
| 2010年（平成22年） | 434世帯 | [ 11 ] |  |
| 2015年（平成27年） | 387世帯 | [ 12 ] |  |
| 2020年（令和2年）  | 381世帯 | [ 13 ] |  |

## 学区
市立小・中学校に通う場合、学区は以下の通りとなる。
| 町     | 街区 | 小学校                 | 中学校               |
| ------ | ---- | ---------------------- | -------------------- |
| 丸尾町 | 全域 | 北九州市立折尾東小学校 | 北九州市立折尾中学校 |

## 交通

### 道路
- 国道199号(旧道)
- 県道278号払川折尾線

## 施設

### 公共施設
- 市営折尾プール

### 金融機関
- 折尾丸尾町郵便局

### 公園
- 折尾丸山公園
- 桜堂公園